# Morten Østergaard
Morten Østergaard (ur. 17 czerwca 1976 w Aarhus) – duński polityk, poseł do Folketingetu, w latach 2014–2020 lider partii Det Radikale Venstre, od 2011 do 2015 minister w rządach Helle Thorning-Schmidt.

## Życiorys
Ukończył nauki polityczne na Uniwersytecie w Aarhus. Pracował jako menedżer w swoim rodzinnym mieście. Zaangażował się w działalność ugrupowania Det Radikale Venstre, kilkakrotnie tymczasowo przez krótkie okresy pełnił funkcję posła. W 2005 po raz pierwszy został wybrany do duńskiego parlamentu. W 2007, 2011, 2015 i 2019 skutecznie ubiegał się o reelekcję. Był wiceprzewodniczącym partii (2002–2005) i wiceprzewodniczącym frakcji poselskiej (2007–2011).
W październiku 2011 został ministrem nauki, innowacji i szkolnictwa wyższego w pierwszym rząd Helle Thorning-Schmidt. W lutym 2014 przeszedł na stanowisko ministra ds. podatków w drugim gabinecie tej samej premier. We wrześniu 2014 zastąpił Margrethe Vestager na urzędzie ministra gospodarki i spraw wewnętrznych, w tym samym roku został także nowym liderem socjalliberałów. Zakończył urzędowanie na funkcji ministra wraz z całym gabinetem w czerwcu 2015.
W październiku 2020 zrezygnował z przywództwa w partii. Doszło do tego po tym, jak posłanka Lotte Rod ujawniła, że Morten Østergaard w 2011 dopuścił się wobec niej molestowania seksualnego. W 2021 odszedł także z duńskiego parlamentu.